# اقتصاد دبي

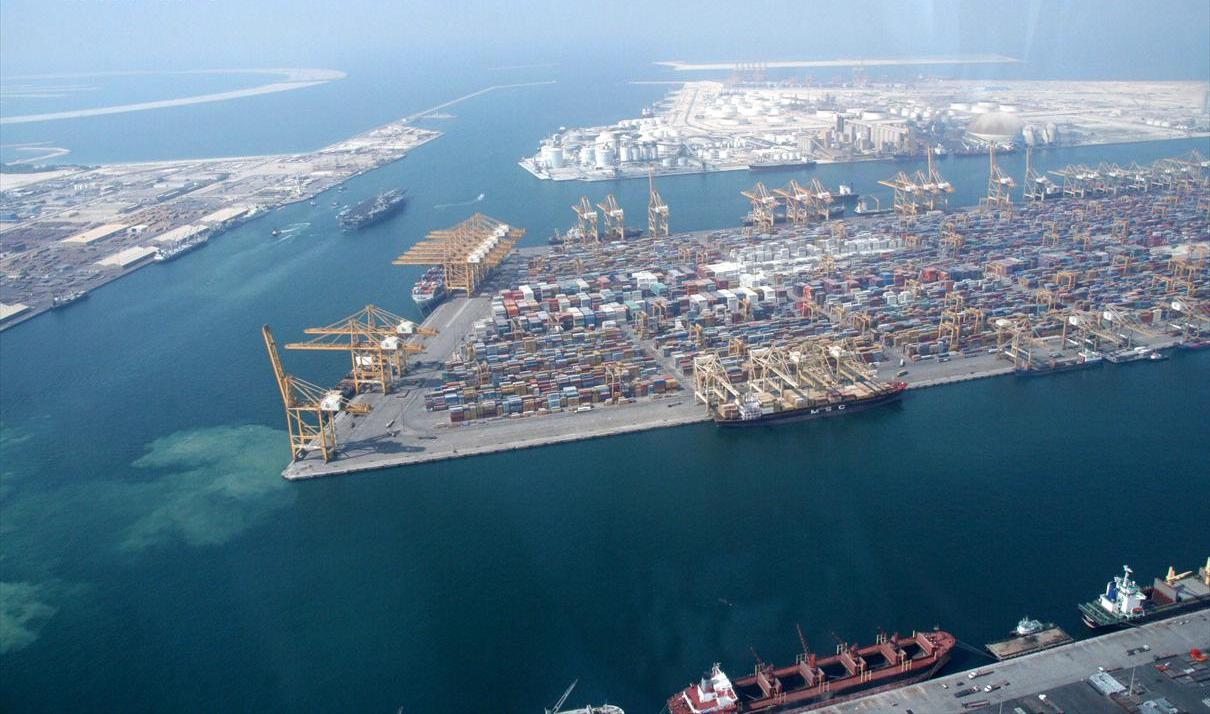
ميناء جبل علي

يُعدّ اقتصاد دبي من أسرع الاقتصادات نموّاً في العالم، ومن المتوقع أن يبلغ الناتج المحلي الإجمالي في دبي 107.1 مليار دولار بمعدل نمو يبلغ 6.1% في عام 2014، تشكّل عائدات النفط والغاز الطبيعي أقل من 5% من إيرادات الإمارة رغم بناء العديد من مشاريع البنية التحتية التجارية في دبي استناداً إلى صناعة النفط، وتشير التقديرات إلى أن دبي تنتج من 50 إلى 70 ألف برميل (7900 إلى 11100 متر مكعب) من النفط يومياً وكميات كبيرة من الغاز من الحقول البحرية، وتبلغ حصة الإمارة من إجمالي إيرادات الغاز في الإمارات نحو 2%. انخفضت احتياطيات دبي النفطية انخفاضاً كبيراً ومن المتوقع أن تُستنفد خلال 20 عاماً. تُشكّل العقارات والبناء نسبةَ 22.6%، والتجارة 16%، وإعادة التصدير 15%، والخدمات المالية 11% من اقتصاد دبي وتُعدّ من أكبر المساهمين فيه.
بلغت قيمة التجارة الخارجية غير النفطية في دبي 362 مليار دولار في عام 2014 من إجمالي حجم التجارة. بلغت الواردات أكبر قيمة، حيث بلغت 230 مليار دولار، بينما بلغت الصادرات وإعادة التصدير إلى الإمارة 31 مليار دولار و101 مليار دولار على التوالي.

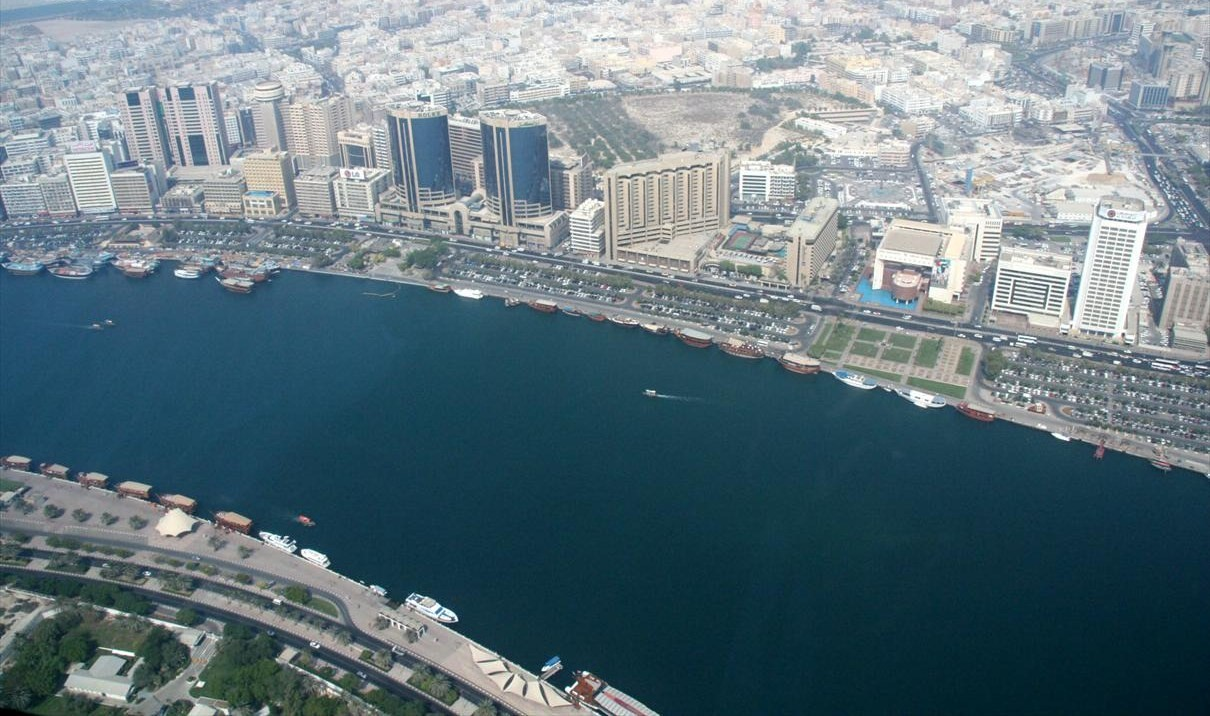
خور دبي الذي يفصل بين ديرة وبر دبي، وله دورٌ حيوي في التنمية الاقتصادية للمدينة.

بحلول عام 2014 برزت الصين كأكبر شريك تجاري دولي لدبي، حيث بلغ إجمالي التدفقات التجارية 47.7 مليار دولار، بزيادة قدرها 29% عن عام 2013، وكانت الهند ثانيَ أكبر الشركاء التجاريين الرئيسيين لدبي. حيث بلغت قيمة التجارة معها 29.7 مليار دولار، تليها الولايات المتحدة بقيمة 22.62 مليار دولار. كانت المملكة العربية السعودية رابع شريك تجاري لدبي على مستوى العالم. وأولها في دول مجلس التعاون الخليجي والعالم العربي بقيمة إجمالية بلغت 14.2 مليار دولار. بلغ إجمالي التجارة مع ألمانيا في عام 2014 12.3 مليار دولار، وسويسرا واليابان على حد سواء 11.72 مليار دولار، وبلغ إجمالي التجارة مع المملكة المتحدة 10.9 مليار دولار.

## خلفية تاريخية
تاريخيًا كانت دبي ودائرتها عبر خور دبي والديرة (مستقلة عن مدينة دبي في ذلك الوقت)، كانت موانئ مهمة للمصنعين الغربيين، وكان معظم المراكز المصرفية والمالية للمدينة الجديدة يقع مقرها الرئيسي في منطقة الميناء. حافظت دبي على أهميتها كطريق تجاري خلال السبعينيات والثمانينيات. تمتلك دبي تجارة حرة للذهب، وحتى التسعينيات كانت مركزا «لتجارة التهريب السريع» من سبائك الذهب إلى الهند، حيث كان يتم تقييد استيراد الذهب. يعتبر ميناء جبل علي في دبي الذي تم تشييده في السبعينيات أكبر ميناء من صنع الإنسان في العالم، وقد احتل المرتبة السابعة عالمياً من حيث حجم حركة الحاويات. تعتبر دبي أيضًا مركزًا للصناعات الخدمية مثل تكنولوجيا المعلومات والتمويل مع وجود المناطق التجارية الحرة الخاصة بالصناعة في جميع أنحاء المدينة.
تضم مدينة دبي للإنترنت، إلى جانب مدينة دبي للإعلام، جزءاً من تيكوم (هيئة التكنولوجيا والتجارة الإلكترونية والإعلام والمنطقة الحرة في دبي) تعد إحدى هذه المناطق التي تضم شركات تكنولوجيا المعلومات العالمية مثل هيوليت باكارد إنتربرايز، وإتش بي، وجوجل، وشركة إي أم سي، وأوراكل ومايكروسوفت،وديل وأي بي إم. والمؤسسات الإعلامية مثل ام بي سي، وسي ان ان، وبي بي سي، ورويترز وسكاي نيوز.
كما تم إنشاء قرية دبي للمعرفة وهي مركز للتعليم والتدريب لتتكامل مع مدينة دبي للإنترنت ومدينة دبي للإعلام، من خلال توفير المرافق اللازمة لتدريب العاملين في مجال المعرفة في المستقبل، والوصول إلى الإنترنت مقيد في معظم مناطق دبي مع خادم وكيل يقوم بتصفية المواقع التي تعتبر ضد القيم الثقافية والدينية لدولة الإمارات العربية المتحدة.

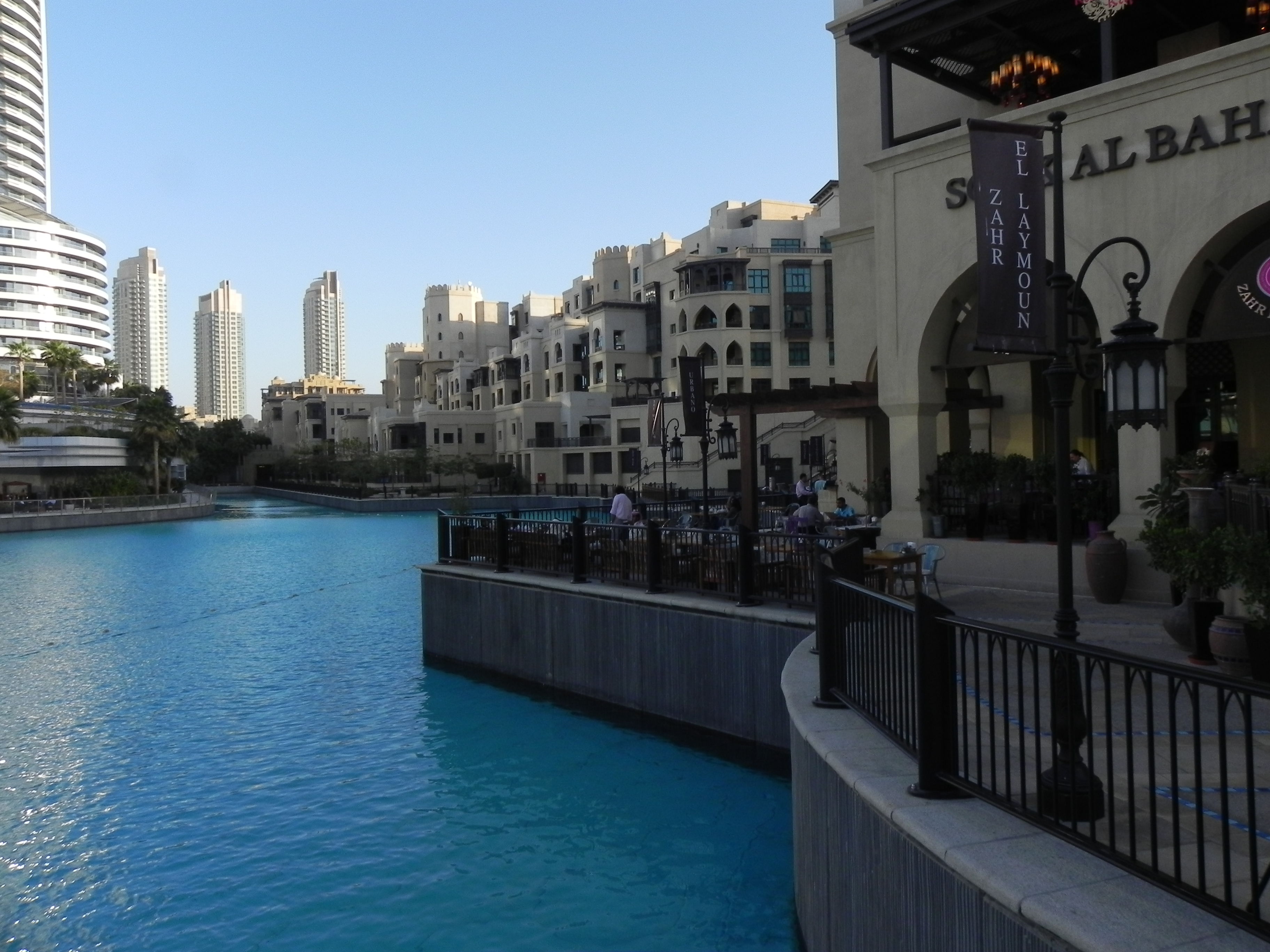
وسط مدينة دبي

قرار الحكومة بالتنويع من اقتصاد قائم على النفط يعتمد على التجارة إلى اقتصاد ذي قيمة للخدمات والسياحة وأكثر قيمة مما أدى إلى ارتفاع قيمة العقارات من عام 2004 إلى عام 2006. تقييم طويل الأجل لسوق العقارات في دبي ومع ذلك أظهرت الاستهلاك. فقدت بعض الممتلكات ما يصل إلى 64% من قيمتها من عام 2001 إلى نوفمبر 2008. أدت مشاريع التطوير العقاري الواسعة النطاق إلى بناء بعض من أطول ناطحات السحاب وأكبر المشاريع في العالم مثل أبراج الإمارات، وبرج خليفة، وجزر النخلة، وأغلى فندق برج العرب. شهد سوق العقارات في دبي تراجعاً كبيراً في عامي 2008 و 2009 نتيجة تباطؤ المناخ الاقتصادي. بحلول أوائل عام 2009 ساء الوضع مع الركود الاقتصادي في 2008 الذي كان له أثر فادح على قيم العقارات والبناء والتوظيف. كان لهذا تأثير كبير على مستثمري العقارات في المنطقة، حيث لم يتمكن بعضهم من الإفراج عن الأموال من الاستثمارات في مجال التطوير العقاري. اعتبارًا من فبراير 2009 قدرت ديون دبي الخارجية بحوالي 80 مليار دولار، على الرغم من أن هذا جزءاُ صغيراً من الديون السيادية في جميع أنحاء العالم. ويعتقد خبراء العقارات في دبي أنه من خلال تجنب أخطاء الماضي، يمكن لسوق العقارات في دبي تحقيق الاستقرار في المستقبل.
تأسيس سوق دبي المالي (DFM) في مارس 2000 كسوق ثانوي لتداول الأوراق المالية والسندات المحلية والأجنبية. في الربع الرابع من عام 2006، بلغ حجم تداولها حوالي 400 مليار سهم، بقيمة إجمالية بلغت 95 مليار دولار. كان لسوق دبي المالي قيمة سوقية تقدر حوالي 87 مليار دولار، أما البورصة الأخرى التي تتخذ من دبي مقراً لها، فهي بورصة ناسداك دبي، وهي البورصة الدولية في الشرق الأوسط. وتمكنت مجموعة من الشركات بما في ذلك الشركات الإماراتية والإقليمية الصغيرة والمتوسطة الحجم، من التبادل التجاري مع علامات تجارية دولية، مع إمكانية وصول المستثمرين الإقليميين والدوليين إليها.
أُنشئ مركز دبي للسلع المتعددة (DMCC) في عام 2002، وهي المنطقة الحرة الأسرع نموًا في العالم وتم ترشيحه كـ «المنطقة الحرة العالمية للعام 2016».
تعرف دبي أيضًا باسم مدينة الذهب، حيث يعتمد جزء كبير من اقتصادها على تجارة الذهب، حيث بلغ إجمالي حجم تجارة الذهب في دبي في النصف الأول من عام 2011 نحو 580 طنًا، بمتوسط سعر 1.455 دولارًا أمريكيًا للأونصة.
صنف الاستطلاع الذي أجراه عمدة مدينة دبي في المرتبة 44 من بين أفضل المدن المالية في العالم في عام 2007. في حين أشار تقرير آخر صادر عن سيتي مايورز إلى أن دبي كانت أغنى مدينة في العالم في عام 2012، من حيث تعادل القوة الشرائية (PPP). كما تعد دبي مركزًا ماليًا دوليًا (IFC) وقد احتلت المرتبة 37 ضمن أفضل 50 مدينة مالية عالمية، كما تم استطلاعها من قبل مؤشر مراكز التجارة العالمية في ماستركارد (2007)، والأول في منطقة الشرق الأوسط. استقطبت مؤسسة التمويل الدولية في دبي كمركز إقليمي منذ افتتاحها في سبتمبر 2004، شركات عالمية رائدة وأنشأت بورصة ناسداك دبي التي تدرج الأسهم والمنتجات المصنعة والسندات الإسلامية (الصكوك) وغيرها من السندات. يعتبر نموذج مؤسسة التمويل الدولية في دبي منظماً مستقلاً قائماً على المخاطر مع نظام تشريعي يتوافق مع القانون العام الإنجليزي.

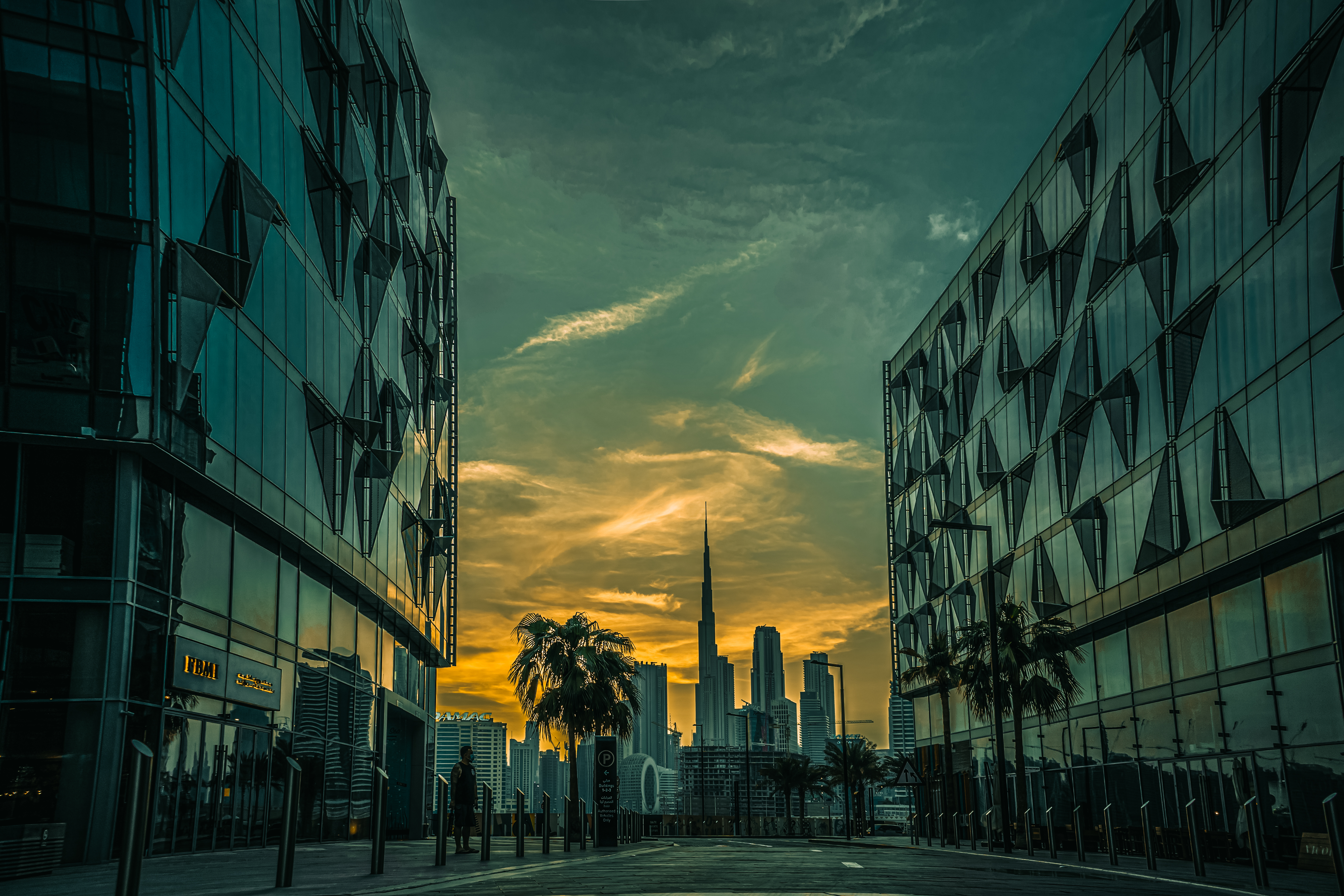
منطقة دبي للتصميم

في عام 2012 جاء مؤشر التنافسية في المدينة العالمية من قبل وحدة الاستخبارات الاقتصادية في دبي في المرتبة 40 بمجموع درجات 55.9. وفقا لتقريرها البحثي لعام 2013 حول القدرة التنافسية المستقبلية للمدن في عام 2025، سوف تحرك دبي إلى المركز 23 في المؤشر العام. الهنود يليهم البريطانيون والباكستانيون هم كبار المستثمرين الأجانب في دبي العقارية.
أطلقت دبي العديد من المشاريع الكبرى لدعم اقتصادها وتطوير قطاعات متعددة، وتشمل هذه الأزياء دبي للأزياء 2020، ومنطقة دبي للتصميم، ومن المتوقع أن تصبح موطناً للمصممين المحليين والدوليين الرائدين. من المتوقع استكمال المرحلة الأولى من المشروع التي تبلغ قيمتها 4 مليارات درهم إماراتي بحلول يناير 2015.
وصفت صحيفة إنترناشونال هيرالد تريبيون اقتصاد دبي بأنه «اقتصاد رأسمالي يعتمد على السوق الحرة المخططة مركزيًا»، على الرغم من أن اقتصاد دبي كان مبنيا في البداية على إيرادات صناعة النفط، فإن إيرادات النفط والغاز الطبيعي تمثل حاليا أقل من 5٪ من الناتج المحلي الإجمالي للإمارة. أصبحت دبي موانئ هامة للمصنعين الغربيين، وكان معظم المراكز المصرفية والمالية للمدينة الجديدة يقع مقرها الرئيسي في منطقة الميناء. حافظت دبي على أهميتها كطريق تجاري خلال السبعينيات والثمانينيات. تتمتع مدينة دبي بتجارة حرة في الذهب وحتى التسعينيات كانت مركزاً «لتجارة تهريب نشطة» من سبائك الذهب إلى الهند، حيث تم تقييد استيراد الذهب.
تركز دبي اقتصادها حاليًا على السياحة من خلال بناء الفنادق وتطوير العقارات، ويمتلك ميناء جبل علي، الذي تم تشييده في السبعينيات، أكبر ميناء من صنع الإنسان في العالم، لكنه أيضًا يتطور بشكل متزايد كمركز للصناعات الخدمية مثل تكنولوجيا المعلومات والتمويل مع مركز دبي المالي العالمي الجديد (DIFC). تأسست شركة طيران الإمارات من قبل الحكومة في عام 1985 ولا تزال مملوكة للدولة ومقرها في مطار دبي الدولي، حملت أكثر من 49.7 مليون مسافر في عام 2015.
```
وفقًا لتقرير صادر عن رويترز في أغسطس 2020، انخفض الاستثمار الأجنبي المباشر في دبي بنسبة 74٪ في النصف الأول من عام 2020، مقارنة بالفترة نفسها من عام 2019. الرئيس التنفيذي لمؤسسة دبي لتنمية الاستثمار (Dubai FDI))، فهد القرقاوي، أن وباء Covid-19 أدى إلى انخفاض الاستثمار الأجنبي على مستوى العالم، بسبب سلاسل التوريد المضطربة والعمليات التجارية المحدودة والسفر والتنقل. وزعمت حكومة دبي في بيان لها أن المركز المالي والتجاري في الشرق الأوسط جذب 12 مليار درهم فقط في الأشهر الستة الأولى من عام 2020، بينما بلغ الاستثمار الأجنبي المباشر العام الماضي في النصف الأول 46.6 مليار درهم.
[
33
]
```

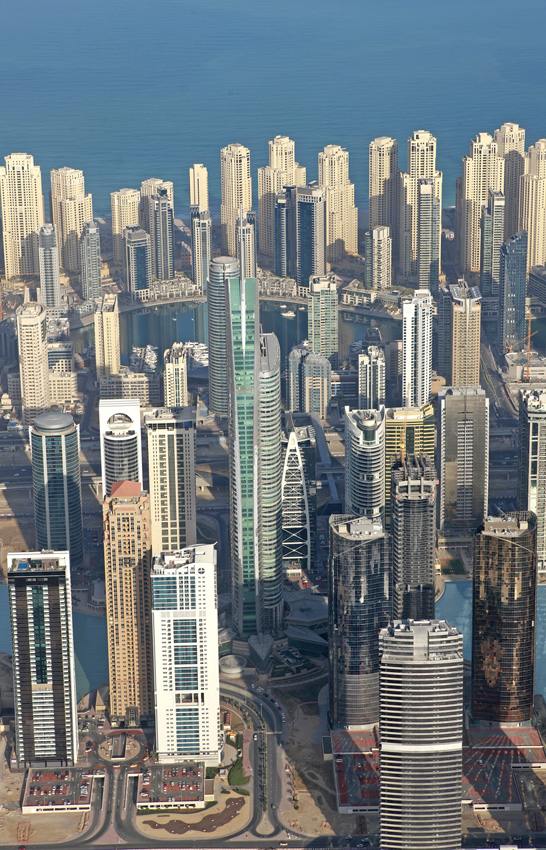
أبراج بحيرة جميرا

ثم عادت دبي لتتفوق على مراكز مالية كبرى مثل لندن وسنغافورة ونيويورك، وتعزز حضورها في صدارة المدن العالمية التي تستقطب مشاريع الاستثمار الأجنبي المباشر الجديدة على مدار ست فترات متتالية منذ النصف الثاني من عام 2021وحتى النصف الأول من عام 2024 .
وقد وصل إجمالي عدد مشاريع الاستثمار الأجنبي المباشر التي تم الإعلان عنها في دبي خلال النصف الأول من عام 2024 إلى 801 مشروع، بلغت قيمتها الإجمالية 21.85 مليار درهم وذلك وفق بيانات مرصد دبي للاستثمار الأجنبي وأصبحت الإمارة المركز الاستثماري المفضل عالمياً في مجموعة واسعة من القطاعات التي شملت السياحة، والعقارات والذكاء الاصطناعي، والمقرات الرئيسية، والخدمات اللوجستية، والتكنولوجيا المالية.

## الأصول والعقارات

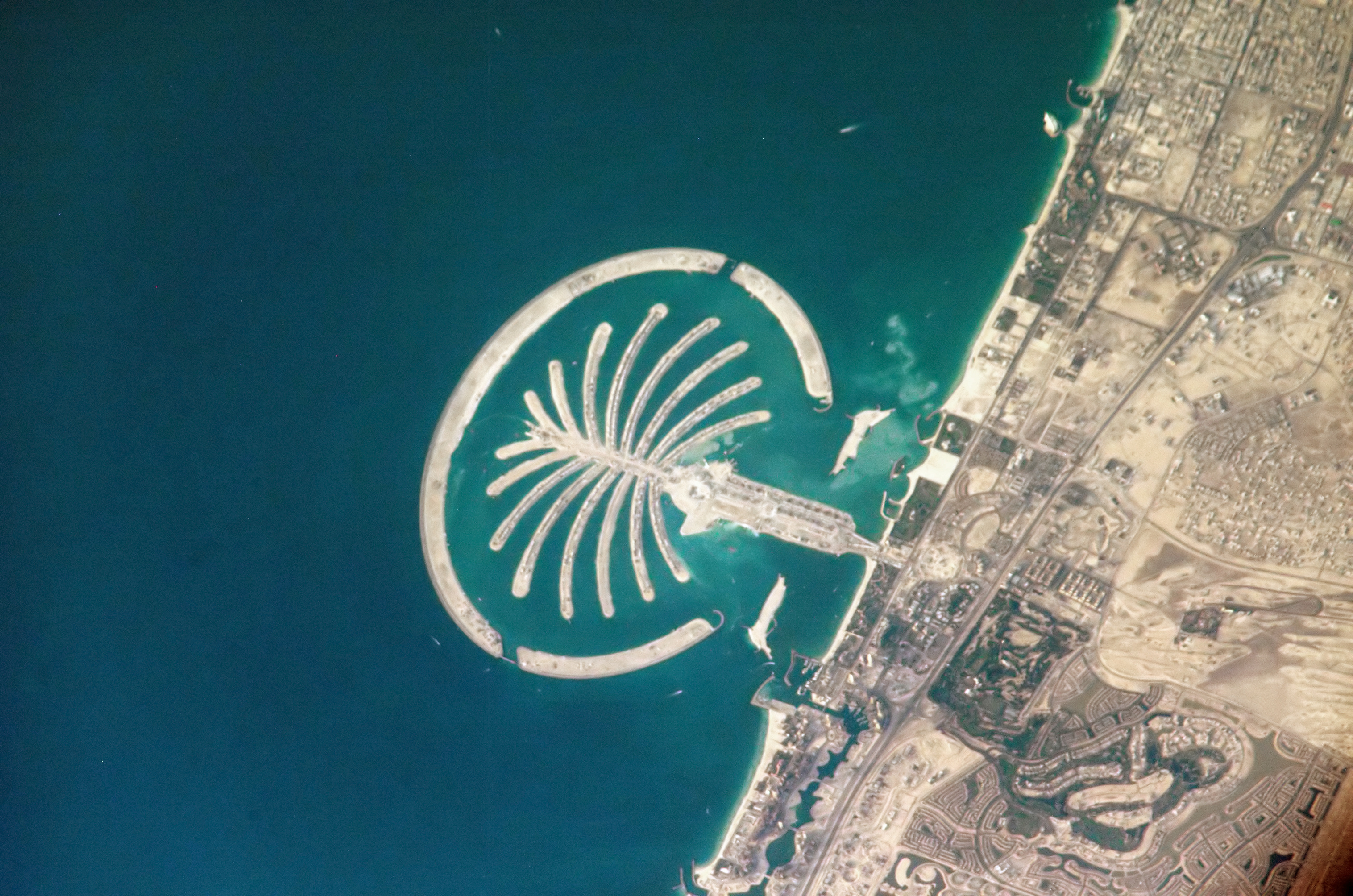
جزيرة النخلة في الجميرة تعتبر أكبر جزيرة في العالم من صنع الإنسان.

أدى قرار الحكومة بالتنويع من اقتصاد قائم على التجارة يعتمد على النفط إلى نموذج موجه نحو الخدمات والسياحة إلى طفرة عقارية بين عامي 2004 و 2008. ساهم البناء الواسع النطاق في جعل دبي زاحدة من أسرع المدن نمواً في العالم. جلب المغتربون من جنسيات مختلفة رؤوس أموال كبيرة إلى دبي في أوائل العقد الأول من القرن الحالي، ويقدر أن المغتربين الإيرانيين قد استثمروا ما يصل إلى 200 مليار دولار في في الإمارة، بين عامي 2005 و 2009 تضاعفت التجارة بين دبي وإيران إلى 12 مليار دولار. يقود ازدهار القطاع العقاري العديد من المشاريع العملاقة مثل جزر النخلة وشاطئ العالم، ومرسى دبي الداخلي، ومجمع برج خليفة، وواجهة دبي البحرية، وخليج الأعمال، ودبي لاند، وقرية جميرا.
تضم دبي لـناطحات السحاب بارزة مثل أبراج الإمارات، التي تحتل المرتبتين 12 و 24 بين أطول المباني في العالم وفندق برج العرب الذي يقع على جزيرة صناعية خاصة به وهو الآن خامس أطول برج في العالم وأغلى فندق.
قامت شركة إعمار العقارية بتشييد برج خليفة، الذي يُعد أطول مبنى في العالم. يبلغ ارتفاع البرج 828 مترًا (2717 قدمًا) مع 160 طابقًا. ويقع بجوار برج خليفة "دبي مول"، الذي يُعد أكبر مركز تسوق في العالم عند افتتاحه.

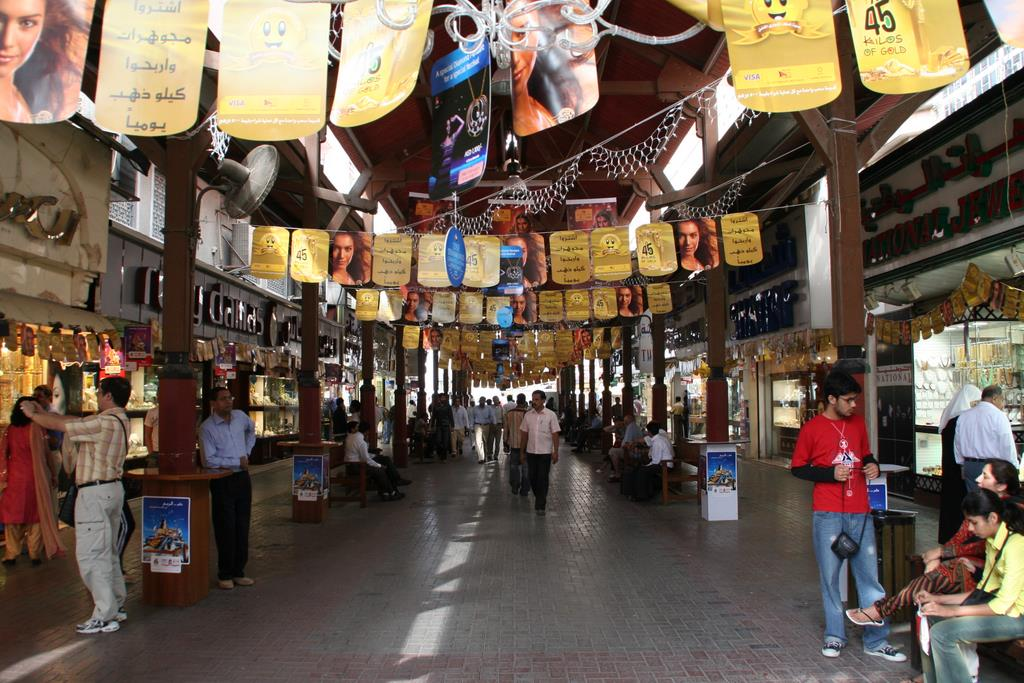
يوجد في دبى أكثر من 300 متجر في سوق الذهب.

أيضا يجري حالياً إنشاء "خليج الأعمال"، الحي التجاري المركزي الجديد في دبي ومن المتوقع أن يضم المشروع، عند اكتماله، 500 ناطحة سحاب مشيدة حول امتداد اصطناعي لخور دبي.
في شباط / فبراير 2005 أعلن عن بناء واجهة دبي البحرية ويُقدر أن تكون مساحته ضعف حجم واشنطن العاصمة، أي ما يعادل سبعة أضعاف مساحة جزيرة مانهاتن. ستكون واجهة دبي المائية مزيجًا من القنوات والجزر المليئة بالفنادق والمناطق السكنية التي ستضيف 800 كيلومتر (500 ميل) من الواجهة البحرية الاصطناعية، كما سيحتوي على البرج وهو واحد من أطول المباني في العالم.
كما أطلقت دبي مجمع دبي للعلوم (الذي كان في السابق شركة «دبيوتك» واندمجت مع «إن بارك») وهو مجمع تجاري جديد يستهدف شركات التكنولوجيا الحيوية العاملة في مجال المستحضرات الصيدلانية والتقنيات الطبية، والأبحاث الجينية والبيولوجية.
تهدف "المنطقة الدولية للإنتاج الإعلامي" إلى إنشاء مركز للطابعات والناشرين وشركات الإنتاج الإعلامي وقطاعات الصناعة ذات الصلة، أُطلق المشروع عام 2003، وكان من المقرر اكتماله بحلول عام 2006.
في أيار / مايو 2006 تم الإعلان عن مشروع البوادي بميزانية استثمارية قدرها 27 مليار دولار، يهدف المشروع إلى إلى إضافة 29,000 غرفة فندقية، مما يؤدي إلى مضاعفة عدد الغرف الفندقية في دبي. وكان أكبر مجمع في المشروع يُعرف باسم "آسيا آسيا"، وقد كان من المخطط أن يصبح أكبر فندق في العالم، حيث يضم أكثر من 6,500 غرفة.

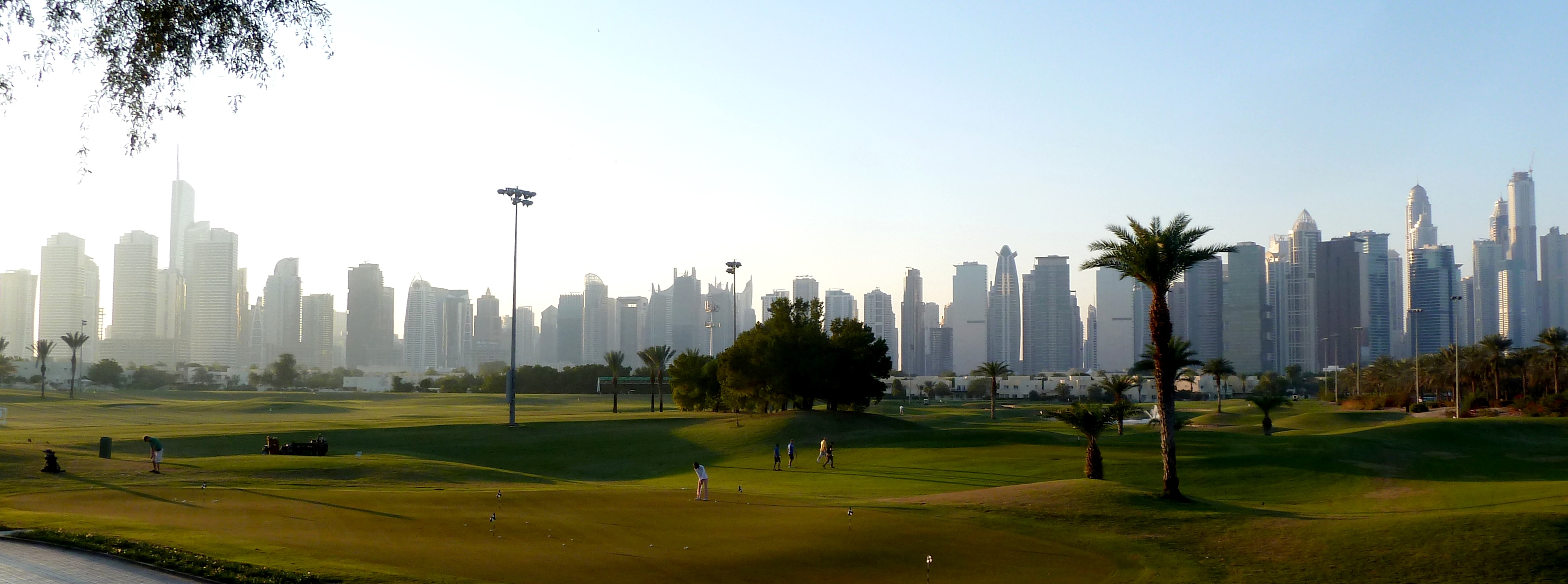
تلال الإمارات

كانت العقارات الأولى للتملك الحر التي كان يمتلكها مواطنين غير إماراتيين هي «ميدوز» و «الينابيع» و «البحيرات» (الأحياء الراقية التي صممتها «إعمار العقارية»، والتي تسمى مجتمعة تلال الإمارات).
جلب المغتربون من جنسيات مختلفة رأس المال إلى دبي في أوائل عام 2000. يقدر أن المغتربين الإيرانيين قد استثمروا مايصل إلى 200 مليار دولار في دبي. من 2005 إلى 2009 تضاعفت التجارة بين دبي وإيران إلى 12 مليار دولار.
كما قام مواطنو دبي بشراء عقارات في نيويورك ولندن، شملت المشتريات في عام 2005 في 230 بارك أفنيو في نيويورك (المعروف سابقا باسم مبنى نيويورك سنترال أو مبنى هيلمسلي) وإسيكس هاوس في سنترال بارك ساوث.
بلغت ذروة ازدهار العقارات في دبي في منتصف عام 2000 ذروتها في عام 2008 وتراجعت في موجة من النشاط الذي شهد التخلي عن مشاريع واسعة النطاق، بما في ذلك العقارات المكتملة جزئياً. فشل العديد من المطورين في حين أن الآخرين بما في ذلك تلك التي تدعمها الحكومة، دخلت في صفقات إعادة هيكلة الديون مع المقرضين. بحلول عام 2012 بدأ السوق ينتعش من جديد. كان عام 2013 عامًا ممتازًا مع تسارع الأسعار كثيرًا، إلا أن اللاعبين الحكوميين والصناعيين بدأوا في اتخاذ تدابير من شأنها أن تحمي من فقاعة أخرى تتطور. أحد الاختلافات البارزة هو عدد المشترين النقديين مقارنةً بالاعتمادات السابقة التي اقترضت بكثافة. جزء من سبب الزيادة النقدية الحالية هو تدفق الاستثمارات من البلدان المضطربة.
في سبتمبر 2013 قامت دائرة الأراضي والأملاك في دبي بزيادة رسوم نقل الملكية من 2 إلى 4٪. في أوائل عام 2014 فرضت هيئة الرقابة الحكومية قيودًا على الشركات الخارجية التي تحصل على عقارات في الإمارة، وتصر على أن مثل هذه الشركات كان لها وجود في دبي، وكان يجب أن تكون مملوكة لشخص طبيعي أو أشخاص، وليس من قبل شركة أخرى، واعتبرت الإجراءات إلى حد كبير وسيلة لتخفيف التكهنات في أسعار العقارات.
```
أفادت شركة التصنيف الائتماني موديز في 20 يوليو 2020 أن جائحة فيروس كورونا من المقرر أن يؤثر بشكل أكبر على قطاع العقارات في دبي. وفقًا للتقرير فإن التباطؤ في بيع العقارات سيعقبه انخفاض في أسعار الإيجار في سوق تأثر بالفعل بالاختلالات المستمرة بسبب تفشي جائحة كوفيد 19. ادعى المكتب الإعلامي الحكومي في 30 يونيو 2020 أن اقتصاد دبي ينخفض على أساس سنوي بنسبة 3.5٪ في الربع الأول.
[
43
]
```

وقدشكل عام  2024 عاماً قياسياً لسوق العقارات في دبي حيث  بلغ ذروته بتسجيل 180 ألفا و900 معاملة بقيمة 522.1 مليار درهم إماراتي (نحو 142.1 مليار دولار).

## الإنشاءات وأعمال البناء
منذ عام 2000 بدأت بلدية دبي مراحل البناء في المدينة وكانت أعمال البناء في الغالب تتركز في منطقة الميناء السياحي الواقعة على مقربة من الجميرا في إتجاه جبل علي. تستخدم شركات البناء في دبي و (الإمارات العربية المتحدة) عمالاً من ذوي الأجور المنخفضة في آسيا لمدة تصل إلى 12 ساعة في اليوم، أو ستة أو سبعة أيام في الأسبوع، وغالباً مايتم حجب جوازات سفر هؤلاء العمال وهددوا إذا ما تحدثوا إلى وسائل الإعلام. خلال تسعينات القرن الماضي وعام 2000، قام العديد من العمال باحتجاجات وتم ترحيل المغتربين.
في عام 2002 تم إجراء تغيير على القانون يسمح لغير المواطنين في دولة الإمارات العربية المتحدة بامتلاك العقارات (وليس الأراضي) في دبي كرسوم بسيطة، ويتم بيع عقود الإيجار لمدة 99 عاما للأشخاص الذين يمتلكون ملكية خاصة مع شركات خاصة، وتشمل شركات العقارات نخيل العقارية وإعمار العقارية، وقد توج ارتفاع الإيجارات بنسبة 7٪ سنوياً حتى عام 2007 بموجب توجيه من محمد بن راشد آل مكتوم. لا يزال التشريع في هذا المجال يتطور حيث أن سوق العقارات للأجانب جديد نسبياً.
وفي النصف الأول من 2024 تصدّر قطاع الإنشاءات ومواد البناء إجمالي تدفقات رؤوس أموال الاستثمار الأجنبي المباشر  بنسبة 17.3 بالمئة

## الماس
أصبحت دبي ثالث أكبر مركز لتجارة الألماس في العالم، حيث ازدادت تجارة الألماس الخام وقطع الألماس منذ عام 2001، ولم تكن تجارة الألماس في الإمارة موجودة فعليًا في بداية العقد الأول من القرن الحادي والعشرين، ولكنها كانت تبلغ قيمتها حوالي 35 مليار دولار في عامي 2013 و 2014. تمكنت الإمارة من الاستفادة من موقعها الجغرافي بين الإمدادات الرئيسية للألماس المستخرج في أفريقيا، إلى مراكز القطع الرئيسية في الهند وإلى الشرق بشكل أكبر في الصين. هناك أيضا تصور دبي كمركز شراء للمستهلكين من مجوهرات ألماس، وذلك بسبب العدد الكبير من تجار المجوهرات في الإمارة ونظام الأعمال التجارية المعفاة من الضرائب. يأخذ تداول الألماس في بورصة يديرها مركز دبي للسلع المتعددة، مع العديد من المشاركين في الصناعة في مساحات المكاتب في برج الماس في مجموعة الأعمال التجارية (JLT)، وتشمل المرافق هناك مكاتب التصديق على عملية كيمبرلي والوصول إلى وكالات نقل آمنة مثل: برينكس وترانسجارد، بالإضافة إلى الشبكات وقاعات الاجتماعات.
وقد أصبحت دبي أكبر مركز لتجارة الماس الخام في العالم عام 2021 بفضل تركيزها على هذا القطاع كما أعلن مركز دبي للسلع المتعددة عن حصيلة إجمالي تجارة الماس الخام والمصقول في دبي خلال عام 2023  إلى 38.3 مليار دولار أمريكي

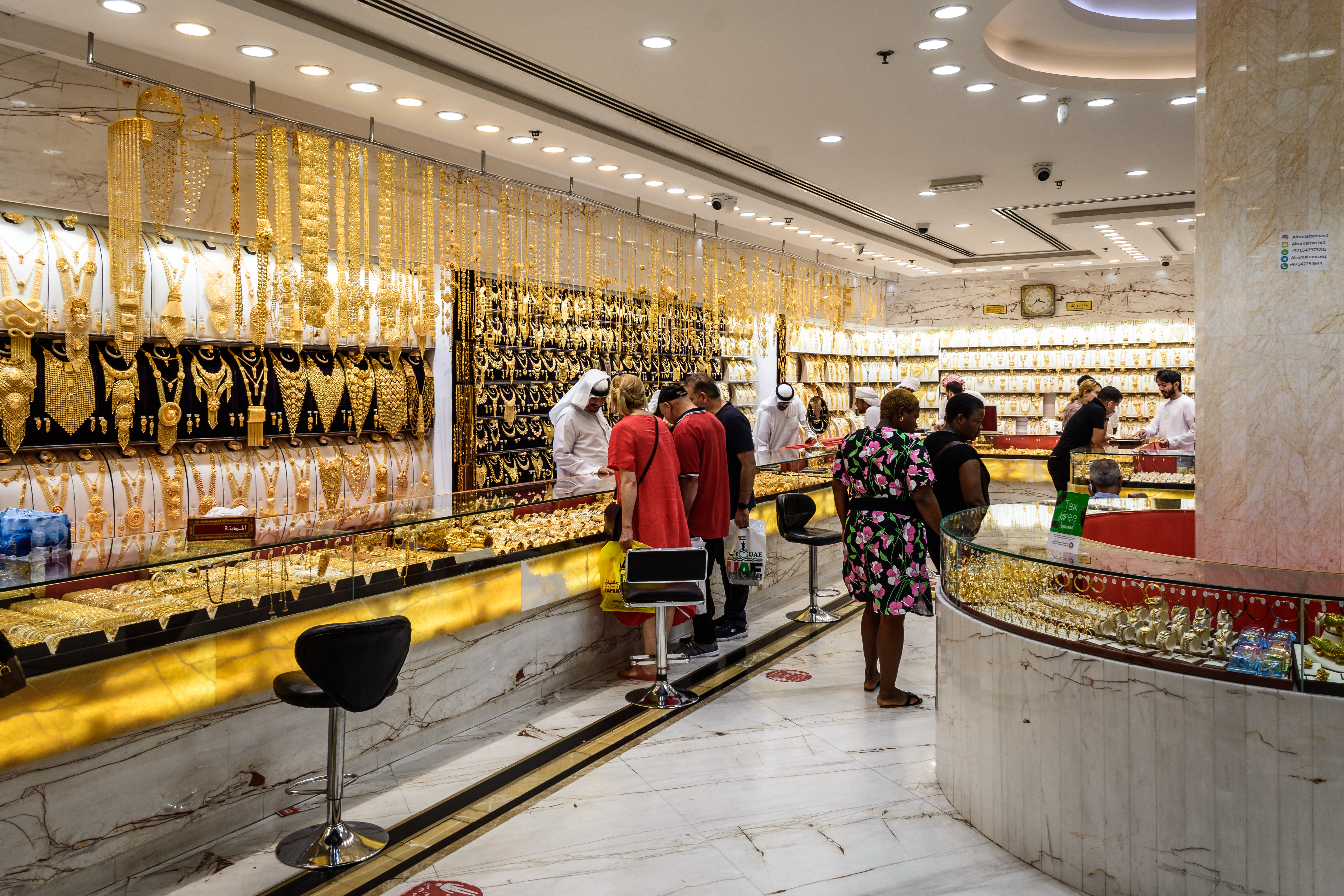
سوق الذهب في دبي

## الذهب
نمت التجارة في الذهب خلال الأربعينيات بسبب سياسات التجارة الحرة في دبي التي شجعت رواد الأعمال من الهند وإيران على إنشاء متاجر في سوق دبي للذهب. على الرغم من الركود العام في سوق الذهب العالمية، ارتفعت حصة دبي من قيمة التجارة في الذهب والألماس إلى إجمالي تجارتها غير النفطية المباشرة من 18٪ في عام 2003 إلى 24٪ في عام 2004. وفي عام 2003، كانت قيمة التجارة في الذهب في دبي كانت ما يقارب 21 مليار درهم (5.8 مليار دولار أمريكي)، في حين بلغ حجم تجارة الألماس حوالي 25 مليار درهم (7 مليار دولار أمريكي) في عام 2005. تعتبر الهند هي أكبر مشتري للذهب في دبي، حيث تمثل مايقارب من 23٪ من إجمالي تجارة الذهب في الإمارة في عام 2005. كانت سويسرا أكبر مورد للذهب من سبائك الذهب والنفايات والخردة. وبالمثل مثلت الهند مايقارب من 68٪ من جميع التجارة المتعلقة بالألماس في دبي. بلغت حصة بلجيكا في تجارة الألماس في دبي حوالي 13٪ (2005).
وفي عام 2023 استحوذت  دبي على 14% من إجمالي صادرات الذهب العالمي  

## الصناعة والتصنيع

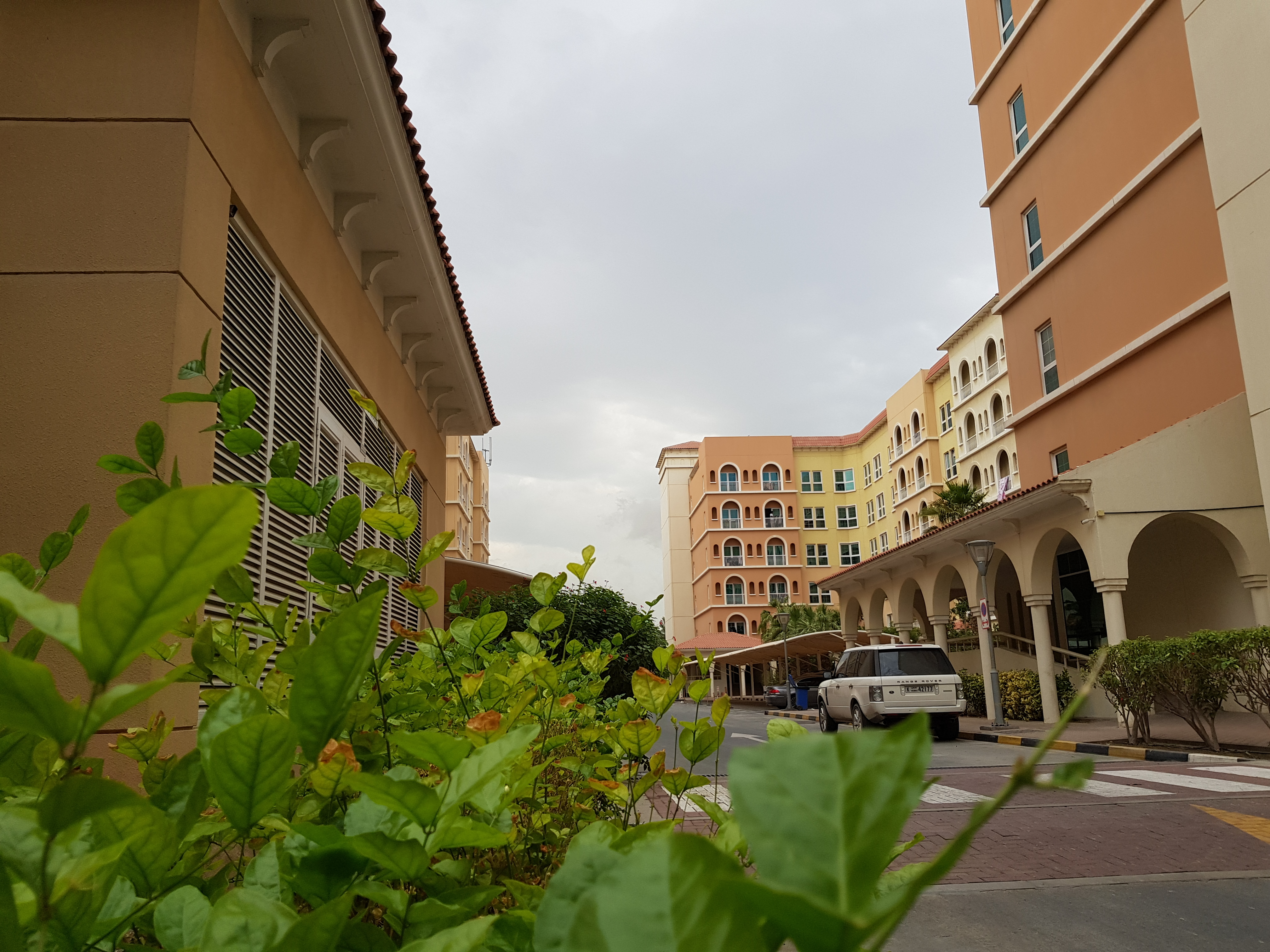
مجمع دبي للاستثمار

تعد دبي موطناً لعدد من المشاريع الصناعية المهمة في مجال إنتاج الطاقة، والتي تشرف عليها هيئة كهرباء ومياه دبي، رغم أن تركيزها الأساسي ينصب في إنتاج المياه والطاقة. 
في قطاع صناعة الألومنيوم، تنتج شركة الإمارات للألمنيوم 2.4 مليون طن سنوياً، محققة إيرادات تقدر بحوالي 3.8 مليار دولار أمريكي. كما شهدت دبي استثمارات في صناعة السيارات، حيث تم إطلاق شركة زاروق للسيارات، والتي مثلت بداية صناعة السيارات في دولة الإمارات العربية المتحدة، مع خطط لبدء الإنتاج والمبيعات في عام 2016. 
أما في القطاع اللوجيتي، فتعد موانئ دبي نموذجاً  رائداً في الصناعات اللوجستية،حيث تلعب دوراً محورياً في حركة الاستيراد والتصدير على المستوى العالمي.
عوامل تعزيز مكانة دبي الصناعية
ساهمت عدة عوامل في تعزيز مكانة دبي على خريطة التصنيع العالمية، أبرزها:
- تطور البنية التحتية الحديثة.
- وجود بيئة تشريعية محفزة للاستثمار.
- الموقع الجغرافي المتميز، مما يجعله مثاليًا لحركة الاستيراد والتصدير.
- التسهيلات الحكومية التي تدعم نمو القطاع الصناعي.[56]

المناطق الصناعية في دبي
يحتضن مجمع دبي للاستثمار أكثر من 4600 شركة، بينما وصل عدد شركات سلطة المنطقة الحرة بجبل علي (جافزا) إلى 795 شركة صناعية من 73 دولة. أما مدينة دبي الصناعية، فقد تجاوز عدد شركاتها 800 شركة، تشمل أكثر من 300 مصنع.
أبرز الشركات الصناعية في دبي
- شركة دبي المحدودة للكابلات (دوكاب).
- شركة إنتركويل العالمية، المتخصصة في صناعة الإسفنج والمراتب الصحية والمفروشات.
- شركة كوناريس، لصناعة الحديد.
- مجموعة هوتباك، المتخصصة في منتجات التغليف الغذائي.[56]

## السياحة في دبي
تُعد دبي واحدة من أبرز الوجهات السياحية العالمية، حيث تواصل تعزيز مكانتها كمركز رئيسي للاستثمار الأجنبي في قطاع السياحة. وخلال النصف الأول من عام 2024، احتلت الإمارة المرتبة الأولى عالميًا في جذب مشاريع الاستثمار الأجنبي المباشر، بالإضافة إلى تحقيق نمو ملحوظ في رؤوس الأموال وفرص الأعمال المرتبطة بهذا القطاع.
كما استقبلت دبي 10.62 مليون زائر دولي خلال الفترة من يناير إلى يوليو 2024، ما يمثل زيادة سنوية بنسبة 8% مقارنة بالفترة نفسها من العام السابق.

## النافذة الرقمية المُوحّدة لتأسيس الشركات في إمارة دبي
في إطار الجهود المستمرة لتعزيز بيئة الاستثمار وتسهيل الإجراءات على المستثمرين، أصدر الشيخ محمد بن راشد آل مكتوم،المرسوم رقم (13) لسنة 2024، الذي يقضي بإنشاء النافذة الرقمية المُوحّدة لتأسيس الشركات في الإمارة.
تهدف هذه المبادرة إلى تعزيز النمو الاقتصادي من خلال توفير منصة رقمية متكاملة تُسهّل إجراءات الترخيص وتُحقق تكامُلًا بين مختلف الجهات المعنية، مثل:
- دائرة الاقتصاد والسياحة في دبي
- السلطات المشرفة على مناطق التطوير الخاصة والمناطق الحرة
- مركز دبي المالي العالمي

من خلال هذه المنصة، ستتمكن الشركات من مزاولة أنشطتها الاقتصادية بسلاسة، حيث تتيح النافذة الرقمية بيئة استثمارية أكثر كفاءة، وتعزز تجربة المستثمرين في الإمارة.